# Krousar Thmey
Krousar Thmey est une ONG qui agit pour la protection des enfants au Cambodge. Elle a été fondée en 1991 par Benoît Duchâteau-Arminjon, dans les camps de réfugiés de Site II en Thaïlande. Il s'agit de la première fondation cambodgienne d'aide à l'enfance défavorisée. Elle milite pour les droits des enfants abandonnés, orphelins, enfants des rues ou victimes de trafic. Elle se charge aussi de l'éducation et de la scolarisation des enfants souffrant de déficience auditives ou visuelles dans 14 provinces à travers le pays.

## Historique
Benoît Duchâteau-Arminjon est coopérant à Bangkok, lorsqu'il découvre le quotidien des jeunes enfants cambodgiens dans le camp de réfugiés de Site II. Il décide de se consacrer à eux en créant deux orphelinats dans les quartiers d'Obok et Dangrek.

## Fonctionnement
Toutes les actions de Krousar Thmey sont définies et menées par 250 salariés cambodgiens, seuls quatre à cinq volontaires européens (VSI) viennent en appui en communication, relation publique, contrôle de gestion et évaluation de programmes.
Depuis sa création, Krousar Thmey a mis en place trois domaines d'action :
- Dans un premier temps, elle agit pour une éducation spécialisée pour les enfants sourds ou aveugles. La fondation a développé des outils permettant de scolariser et d'accompagner les enfants de la maternelle à l'université en conformité avec le programme de l'Education nationale. Krousar Thmey a élaboré la langue des signes khmère ainsi que le braille khmer[réf. nécessaire]. Elle a également formé les professeurs à ces disciplines[réf. nécessaire].
- Dans un second temps, elle s'attache à protéger les enfants abandonnés, orphelins, enfants des rues ou victimes de trafiquants. La priorité est la réintégration des enfants dans leur propre famille. Si cela n'est pas possible, les enfants sont pris en charge dans des centres de protection de long terme ou des maisons familiales, en accord avec la famille. Les éducateurs et travailleurs sociaux de la fondation réalisent un suivi régulier du bien-être des enfants, assurent un soutien scolaire et les accompagnent vers la vie adulte.
- Enfin, Krousar Thmey permet à tous les jeunes soutenus de bénéficier de cours de danse, de musique et de culture cambodgiennes. C’est un puissant levier de reconstruction et de découverte des traditions de leur propre pays. Les créations des jeunes sont mises en avant lors d'expositions permanentes ou temporaires. Une école d'arts et de culture khmers accueille plus d'un millier d'enfants dans la province de Banteay Mean Chey au nord-ouest du pays. En outre, une exposition permanente autour de l'histoire du Tonle Sap a été installée sur la route des temples d'Angkor, juste à côté d'une des écoles pour enfants sourds ou aveugles. Une pièce noyée dans le noir propose une expérience d'une quinzaine de minutes pour comprendre la vie quotidienne d'un aveugle.

## Soutien
Krousar Thmey est soutenue par des partenaires associatifs, universitaires et institutionnels qui sont sollicités, entre autres, par les nombreux bénévoles, en France (Krousar Thmey - Nouvelle Famille est une association loi de 1901 de droit français, reconnue d’utilité publique en 1996), en Suisse, au Royaume-Uni, en Suède et à Singapour[réf. nécessaire]. L’État cambodgien, très attaché à l’action de Krousar Thmey dans le pays, apporte régulièrement son aide à la fondation[réf. nécessaire].

### Sources et bibliographies
- Elsie Herberstein, Cambodge, carnet de voyage, Seuil, 1999, 192 p.  (ISBN 978-2020544290)
- Christian de Boisredon, Nicolas de Fougeroux et Loïc de Rosanbo, L'espérance autour du monde, Pocket, 2000, 408 p.  (ISBN 978-2266124409)
- Chan Keu, Lisa Mandel, Sylvain-Moizie et Lucie Albon Sept mois au Cambodge, Glénat, 2003, 120 p.  (ISBN 978-2723443920)
- Sabine Trannin, Les ONG occidentales au Cambodge : La réalité derrière le mythe, L'Harmattan, 2005, 262 p.  (ISBN 978-2296392861)
- Benoît Duchâteau-Arminjon, Un humanitaire au Cambodge, Pacifique, 2011, 229 p.  (ISBN 978-2878681475)
- Justin Creedy Smith, Elsie Herberstein, Damien Chavanat, "le Cambodge de Monsieur Rathanak", 2016.

## Articles de presse
(janvier 2015).
- Le Petit Journal - 10/02/2014
- Cambodian charity wins UK award for Special Education, sur asianimage.co.uk - 03/12/2013 (consulté le 20 mars 2014).
- The Global Journal - Special Feature: The Top 100 NGOs 2013 Edition
- Le Pèlerin Magazine N°6778 - 25/10/2012
- Le Dauphiné libéré - 10/12/2012 - La double vie d'un Savoyard-Cambodgien, businessman au cœur d’or [archive]
- Prospero World Blog - 05/12/2010 - à propos de l'implication du Premier Ministre (en anglais)
- Le Petit Journal (journal francophone en Asie) - 18/02/2008 - Portrait de Benito, contre l’exclusion des enfants handicapés au Cambodge
- Discours de SE Christian Connan lors de la remise de médaille.
- Huffington Post : An Unsung Hero in Cambodia